# كيني والاس
كيني والاس (بالإنجليزية: Kenny Wallace)‏ هو سائق سيارة سباق أمريكي، ولد في 23 أغسطس 1963 في سانت لويس في الولايات المتحدة.

## وصلات خارجية
- الموقع الرسمي
- كيني والاس على موقع Racing-Reference.info (الإنجليزية)